# 延岡市立北浦小学校
延岡市立北浦小学校（のべおかしりつ きたうらしょうがっこう）は、宮崎県延岡市北浦町古江にある公立小学校。

## 概要
- 児童数 - 140名（2017年度）

## 沿革
- 1874年2月 - 古江小学校が創立。
- 1876年2月 - 市振小学校と宮野浦小学校が創立。
- 1885年1月 - 3校が合併し、古江小学校を本校、市振･宮野浦小学校を分校とする。
- 1887年1月 - 合併を解消し、3校が独立する。
- 1889年5月 - 市振小学校に直海分校が、古江小学校に阿蘇分校がそれぞれ設置される。
- 1892年4月 - 市振小学校直海分校と古江小学校阿蘇分校がそれぞれ独立する。
- 1905年4月 - 阿蘇小学校が廃止される。
- 1909年4月 - 古江小学校、市振小学校、宮野浦小学校、直海小学校が合併し、北浦村立北浦小学校が設置される。宮野浦･直海小学校を分校とする。
- 1911年6月 - 高等科を設置し、北浦村立北浦高等尋常小学校に改称。
- 1924年10月25日 - 本校、現在地に校舎竣工。同日を創立記念日と定める。
- 1947年4月 - 北浦村立北浦小学校に改称。
- 1972年11月1日 - 町制施行により、北浦町立北浦小学校に改称。
- 1977年3月 - 直海分校が廃止される。
- 2006年2月20日 - 延岡市との合併により、延岡市立北浦小学校に改称。
- 2013年3月31日 - 宮野浦分校が廃止される。

## 通学区域
北浦小学校の通学区域には以下の区域が指定されている。
- 北浦町古江
- 北浦町市振
- 北浦町宮野浦